# Begum Hazrat Mahal
Begum Hazrat Mahal (ourdou : بیگم حضرت محل), née vers 1820 et morte le 7 avril 1879, également appelée Bégum d'Awadh, est la deuxième épouse de Nawab Wajid Ali Shah (en). Elle règne sur l'Awadh et Lucknow (Inde) durant l'exil de son mari.

## Biographie

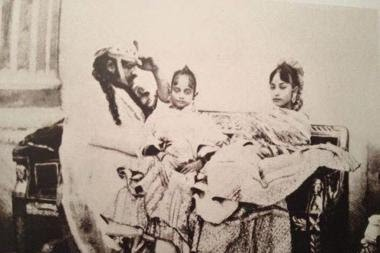
La famille royale d'Awadh, de gauche à droite : Wajid Ali Shah, Birjis Qadr et Begum Hazrat Mahal au début de 1850.

Hazrat Mahal, de son vrai nom Muhammadi, naît à Faizabad, dans l'État d'Awadh. Vendue par ses parents à une maison close, elle y travaille comme courtisane, mais elle est bientôt engagée dans le harem royal en tant que khawasin (suivante). Elle sera promue au rang de pari, et connue sous le nom de Mahak Pari. Elle devient une begum après avoir été acceptée comme concubine royale du roi d'Awadh, Wajid Ali Shah (en) (1822-1887), et le titre «Hazrat Mahal» (Dame du palais - Honneur du palais) lui est attribué après la naissance de leur fils, Birjis Qadr (en). Elle est alors l'épouse cadette du dernier « Tajdaar-e-Awadh » (roi d'Awadh). En 1850 cependant, Wajid Ali Shah reçoit de sa mère l'ordre de divorcer de six de ses épouses, au nombre desquelles figure Hazrat Mahal. 
En 1856, les Britanniques annexent l'Awadh, et Wajid Ali Shah est exilé à Calcutta. Il emmène dans son exil trois de ses épouses, dont Akhtar Mahal et Khas Mahal, ainsi que sa mère, et laisse à Lucknow neuf autres de ses femmes divorcées, dont Begum Hazrat Mahal,. Celle-ci prend alors en charge les affaires de l'État. 

### 1857: la révolte des Cipayes
Lorsque éclate en 1857 la révolte des Cipayes, c'est elle qui dirige de Lucknow. Elle soutient Uda Devi (en) dans son projet de lever une armée de femmes pour résister à la Compagnie britannique des Indes. Elle soutient la révolte contre la politique d'annexion britannique, connue sous le nom de Doctrine de l'interruption, en vertu de laquelle Lord Dalhousie, gouverneur général des Indes, exige qu'elle abandonne son pouvoir sur Lucknow, ce à quoi elle s'oppose résolument.

Au cours de la révolte des Cipayes de 1857 à 1858, l'armée de Begum Hazrat Mahal, dirigée par Raja Jailal Singh, se rebelle contre les forces britanniques; plus tard, celles-ci prennent le contrôle de Lucknow. L'un des principaux griefs de Begum Hazrat Mahal est la démolition par la Compagnie des Indes orientales de temples et mosquées dans le but de construire des routes. Dans une proclamation publiée dans les derniers jours de la révolte, elle se moque de la prétention britannique de permettre la liberté de culte :
Manger du porc et boire du vin, mordre des cartouches de graisse et mélanger de la graisse de porc à des sucreries, détruire les temples hindous et musulmans sous prétexte de construire des routes, bâtir des églises, envoyer des ecclésiastiques dans les rues pour prêcher la religion chrétienne, ouvrir des écoles anglaises, et verser aux gens une bourse mensuelle pour étudier les sciences anglaises, alors même que les lieux de cultes musulmans et hindouistes sont jusqu'à ce jour négligés: avec tout cela, comment les gens pourraient-ils croire que la liberté de culte ne sera pas limitée?
Une fois Lucknow ainsi que la plus grande partie de l'Awadh tombés aux mains des Anglais, Hazrat Mahl est contrainte d'abandonner le pouvoir, et elle s’enfuit à Katmandou,, non sans déclarer son fils Birjis Qadra souverain (Wali ) d'Oudh,. Et quoi qu'il en soit, la Bégum aura fait preuve d'une bravoure remarquable, chose peu commune pour une femme dans une société dominée par les hommes.

### Fin de vie
Au Népal, le premier ministre du Rana, Jang Bahadur, commence par lui refuser l'asile dans un premier temps, avant de l'autoriser à s'établir, à Barf Dargh, près de Thapathali Durbar (en). C'est là qu'elle meurt en 1879. Elle est enterrée dans une tombe sans nom située au centre de Katmandou, sur la célèbre avenue Darbar Marg, à proximité de la mosquée du vendredi, la Jama Masjid et du GhantaGhar (la tour de l'horloge). En 1887, à l'occasion du jubilé de la reine Victoria, le gouvernement britannique grâcie Birjis Qadar et l'autorise à rentrer chez lui. 

## Postérité et hommages

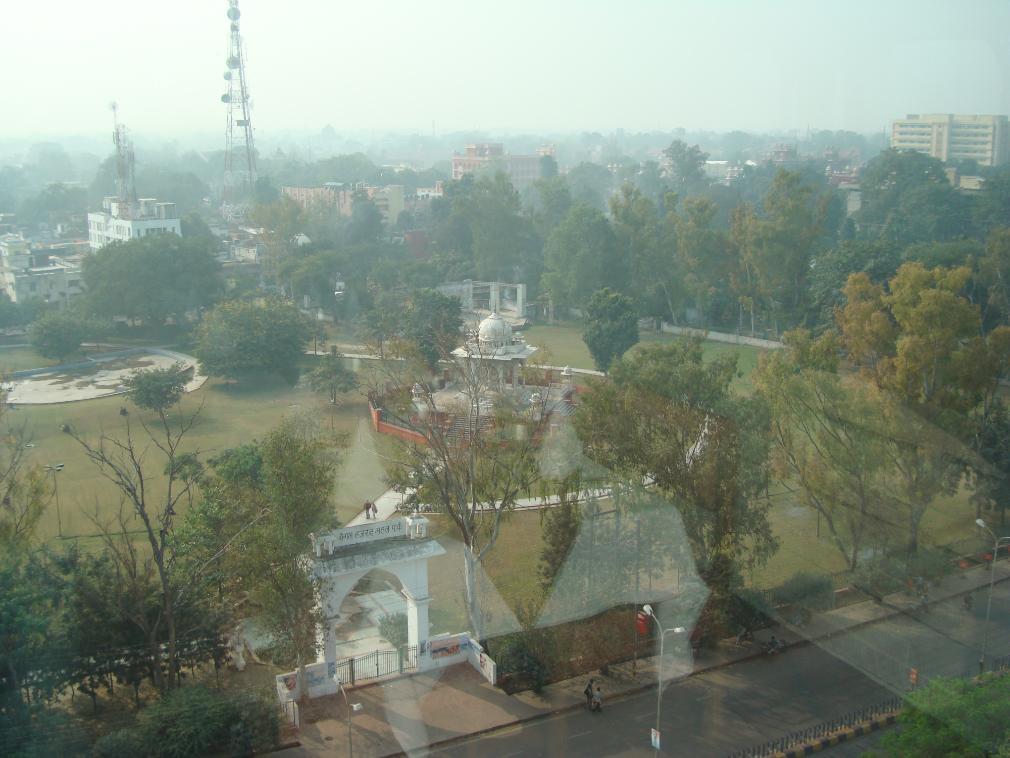
Le mémorial de Hazrat Mahal au Begum Hazrat Mahal Park de Lucknow.

Le 15 août 1962, un hommage est rendu à Begum Hazrat Mahal pour son rôle dans la Grande Révolte, au Old Victoria Park de Lucknow,,. Le parc est renommé à son nom et un mémorial en marbre en son honneur y est inauguré. Il comprend une tablette de marbre avec quatre plaques rondes en laiton portant le blason de la famille royale des Awadh. Le parc est utilisé pour les Ramlilas et les feux de joie pendant Dusshera, ainsi que pour Lucknow Mahotsava (exposition de Lucknow).     
Le 10 mai 1984, le Gouvernement indien émet un timbre commémoratif en l'honneur de Begum Hazrat Mahal. L'enveloppe du premier jour est conçue par CR Pakrashi et celle du dernier jour d'émission est due à Alka Sharma. 15 000 000 timbres ont été émis,. 
En 2004, le Ministry of Minority Affairs (en) du Gouvernement indien, lance la bourse nationale Begum Hazrat Mahal pour les filles méritantes appartenant aux communautés minoritaires en Inde. Cette bourse est mise en œuvre par l'intermédiaire de la Fondation pour l'éducation Maulana Azad,,. 
En 2010, Kenizé Mourad publie Dans la ville d'or et d'argent, un roman sur l'histoire de Begum Hazrat Mahal, centré sur le rôle de Hazrat Mahal, durant la conquête de Lucknow par les Anglais.